# Steuerungsfähigkeit
Steuerungsfähigkeit ist u. a. ein Rechtsbegriff des Strafrechts zur Frage der Schuldfähigkeit. Die Steuerungsfähigkeit fehlt, wenn der Täter trotz vorliegenden Unrechtsbewusstseins unfähig ist, gemäß der Einsicht des Unrechts auch zu handeln. Sie ist nur dann zu prüfen, wenn der Täter die Rechtswidrigkeit der Tat entweder eingesehen hat oder einsehen konnte (§ 20 StGB).
Sie kann fehlen bei Alkoholikern, insbesondere im Falle vorliegender organischer Hirnschädigungen, ebenso aber bei tiefgreifender sexueller Abhängigkeit, Wahn, exo- wie endogenen Psychosen, sonstigen krankhaften seelischen Störungen und dem Zusammenspiel mehrerer für sich genommen bereits subsumierbarer Einzelstörungen, wie zum Beispiel Intoxikationspsychosen.
In der Bewegungswissenschaft versteht man unter dem Begriff eine koordinative Fähigkeit, die es dem Akteur ermöglicht, seine Bewegungen zielgenau zu gestalten.